# Turnir
La Turnir, in russo Турнир ovvero "Torneo", era una console di gioco di tipo Pong (console di prima generazione) prodotta tra il 1978 e il 1982 da parte dello Stato URSS.
A quanto pare è l'unica console russa che opera grazie all'integrato AY-3-8500, nonostante il fatto che proprio in quell'anno la Russia iniziò a produrre l'integrato K145IK17, ideato per il medesimo scopo. I giochi resi disponibili dalla console erano tennis, hockey, squash e l'allenamento (singolo giocatore).
Il prezzo approssimativo stimato era di 150 rubli; dopo il suo sviluppo per la produzione di massa è stato inizialmente venduto a 99 rubli per abbassarsi successivamente a 96 nel 1982.